# Šibenik
Šibenik (croat) —Sibenning (alemany), Sebenico (italià)— és una ciutat històrica a la Dalmàcia central (Croàcia). Està situat on el riu Krka flueix a la mar Adriàtica. La seva població era de 37.120 habitants en el cens del 2006, entre ells els del poble de Perković, que pertany al municipi. És, a més, la capital del comtat de Šibenik-Knin (en croat, Šibensko-kninska županija).

## Història
El nom de Šibenik figura ja per primera vegada i amb aquest nom el 1066 en una carta del rei croata Petar Krešimir IV. A diferència d'altres ciutats dàlmates fundades per il·liris, grecs i romans, Šibenik és la ciutat més antiga de totes fundada per dàlmates natius a la costa est de la mar Adriàtica.
El 1298 Šibenik va aconseguir el títol de ciutat i seu episcopal. Com la resta de Dalmàcia va resistir els venecians fins al 1412. Els turcs otomans van intentar conquerir la ciutat a finals del segle xv. Durant el segle següent es va construir la fortalesa de Sant Nicolau i es va anar ampliant durant la següent centúria amb les fortaleses de Sant Joan (Tanaja) i de Šubicevac (Barone). Fins al 1797 Šibenik formà part de la República de Venècia quant en virtut del Tractat de Campo Formio d'aquell any passà a l'Imperi austríac. Fins al 1918 serà, per tant, una ciutat de l'Imperi Habsburg fora d'un breu període d'anys (1805-1813) en què s'integrà a les Províncies Il·líriques de l'imperi napoleònic. El 1918 amb els Tractats de Pau de la Conferència de París del 1919 fou assignada al Regne dels Serbis, Croats i Eslovens fora del període 1941-1943 en què momentàniament va formar part de la italiana Governació de Dàlmacia. Després de la Segona Guerra Mundial es va reincorporar a Iugoslàvia i d'aquí, des del 1991, a Croàcia.
L'edifici més important de la ciutat és la Catedral de Sant Jaume que des del 2000 és a la llista del patrimoni de la Humanitat de la UNESCO.

## Personatges famosos
- Roberto Ferruzzi, (1853-1934), pintor.[2]
- Roberto de Visiani, (1800-1878) botànic [cal citació]
- Niccolò Tommaseo, (1802-1874) escriptor i lingüista italià.
- Petar Guberina, (1913-2005), escriptor i lingüista croata.[3]
- Maksim Mrvica, (1975) pianista [cal citació]
- Petra Štampalija, (1980) jugadora de bàsquet [cal citació]
- Dario Šarić, (1994) jugador croata de bàsquet [cal citació]
- Dražen Petrović, (1964-1993) jugador croata de bàsquet
- Francesco Mazzoleni, (1828-1908) tenor